# Walter Freudenthal
Walter Freudenthal (* 6. Mai 1893 in Breslau; † 27. März 1952 in London) war ein deutscher Dermatologe.

## Leben und Tätigkeit
Von 1920 bis 1933 war Freudenthal als Assistent bzw. als Privatdozent bei der Hautklinik der Universität Breslau beschäftigt. 1922 promovierte er.
1926 erregte er Aufsehen durch die Veröffentlichung eines grundlegenden Artikels über die Differenzierung seborrhoischer und seniler (aktinischer) Keratosen. Für das Jadassohnsche Handbuch verfasste er das Kapitel über Warzen und Condylome.
Nach dem Machtantritt der Nationalsozialisten im Frühjahr 1933 wurde er aufgrund seiner jüdischen Herkunft gemäß den Bestimmungen des Berufsbeamtengesetzes aus dem Staatsdienst entlassen und ihm die Lehrbefugnis entzogen. Er emigrierte daraufhin nach Großbritannien, wo er 1934 eine Anstellung in der Hautabteilung des University College Hospital in London fand. Aufsehen erregte er dort durch seine histopathologischen Studien. 1945 wurde er der erste Inhaber einer Readership, eines Lehrstuhls für Dermatologische Histologie an der Londoner Universität.
Von den nationalsozialistischen Polizeiorganen wurde Freudenthal nach seiner Emigration als Staatsfeind eingestuft. Im Frühjahr 1940 setzte das Reichssicherheitshauptamt in Berlin ihn auf die Sonderfahndungsliste G.B., ein Verzeichnis von Personen, die im Falle einer erfolgreichen deutschen Invasion Großbritanniens durch die Sonderkommandos der SS-Einsatzgruppen mit besonderer Priorität ausfindig gemacht und verhaftet werden sollten.
Freudenthals Forschungsschwerpunkte waren die Histologie und Geschlechtskrankheiten sowie krankhafte anatomische Hautveränderungen.